# Palekhsky (quận)
Quận Palekhsky (tiếng Nga: Палехский район) là một tiểu khu hành chính tự quản (raion), của Tỉnh Ivanovo, Nga. Quận có diện tích 844 km², dân số thời điểm ngày 1 tháng 1 năm 2000 là 13700 người. Trung tâm của quận là thị trấn Palekh.